# Leester Friedhof
Der Leester Friedhof liegt im Ortsteil Leeste der Gemeinde Weyhe im niedersächsischen Landkreis Diepholz. Er ist der Begräbnisplatz für die Verstorbenen aus den Weyher Ortsteilen Leeste, Erichshof und Melchiorshausen, sowie Angelse, Hagen und Hörden.

## Beschreibung
Der maximal etwa 180 Meter lange und maximal etwa 210 Meter breite Friedhof liegt nordöstlich der evangelisch-lutherischen Marienkirche an der Hagener Straße und an der Hauptstraße zwischen den Hausnummern 15 und 17. Die Friedhofskapelle wurde 1982 errichtet.
Darüber hinaus besteht ein alter kirchlicher Friedhof bei der Marienkirche.